# Знак ударения (символ МФА)
Знак ударения (ˈ) — символ Международного фонетического алфавита, обозначающий основное ударение. Ставится перед ударным слогом. Имеет форму надстрочной вертикальной линии, схожую с машинописным апострофом ('). В МФА также используется знак дополнительного ударения для второстепенного ударения слога.

## Использование
В современном виде символ был введён в МФА в 1927 году вместо ранее использовавшегося некомбинируемого акута (´).
Аналогично он используется и в Уральском фонетическом алфавите.
Ранее использовался в Русском лингвистическом алфавите для обозначения некоего «бесшумного перерыва», который может соответствовать звукам [ʡ] или [ʔ] (впрочем, для последнего имелся отдельный символ — ꙋ).
Используется в романизации ISO 233 арабского письма (1984) для передачи надстрочной хамзы (◌ٔ); в устаревшем стандарте ISO/R 233 (1961) она игнорировалась в начале слова и передавалась как апостроф (ʼ) в остальных случаях.

## Примеры
| Язык        | Слово    | МФА          | Значение     |
| ----------- | -------- | ------------ | ------------ |
| Английский  | because  | [bɪˈkʌz]     | ‘потому что’ |
| Немецкий    | Kasse    | [ˈkasə]      | ‘касса’      |
| Итальянский | mangiare | [manˈd͡ʒaːre] | ‘есть’       |
| Русский     | голова   | [ɡəɫ̪ʌˈvä]    | ‘голова’     |